# Arne (voornaam)
Arne is een jongensnaam afkomstig uit Scandinavië. De naam is sterk verwant aan Arnout.
De Germaanse stam -arn heeft de betekenis "arend". De arend werd beschouwd als een van de edele jachtvogels.
In Scandinavië is Arne een zeer gebruikelijke voornaam, die vaak ook met andere namen gecombineerd wordt, zoals Tor-Arne, Leif-Arne of Nils-Arne. In Duitsland is de vorm Arno gebruikelijker. In Friesland kent met de varianten Anne of Ane.
Verkleinvormen van Arne zijn Arnele of Ernele. In Zwitserland zijn ook Ärneli, Ernle en Erndle als verkleinvorm bekend.

## Naamdag
- 13 juli (bisschop Arn van Würzburg)

- andere mogelijke naamdagen:
  - 15 januari (priester Arnold Janssen)
  - 1 mei (adellijke kloosteroprichter Arnold van Hiltensweiler)
  - 8 juli (Vlaamse kloosterstichter Arnold van Soissons
  - 18 juli (muzikant Arnold von Arnoldsweiler of Arnulf van Metz, een der karolingische stamvaders)
  - 19 september (bisschop Arnoux van Gap)

- In Scandinavië wordt de naamdag op 4 augustus gevierd.

## Bekende naamdragers
- Arne Baeck (1985), Vlaamse toneelregisseur en acteur
- Arne Brustad (1912-1987), Noorse voetballer
- Arne Næss (1912-2009), Noorse filosoof
- Arne Dankers (1980), Canadese langebaanschaatser
- Arne Treholt (1942), Noorse spion voor de Sovjet-Unie
- Arne Friedrich (1979), Duitse professioneel voetballer
- Arne Jansen (1951-2007), Nederlandse zanger
- Arne Sunde (1883-1972), Noorse verzetsstrijder, minister en voorzitter van de Veiligheidsraad
- Arne Toonen (1975), Nederlandse filmregisseur
- John Arne Riise (1980), Noors voetballer